# Vesborg Fyr
Vesborg Fyr er et fyrtårn på Samsøs sydkyst, 2-3 km sydvest for Brattingsborg. Det blev opført i 1858 efter tegninger af N.S. Nebelong på det sted, hvor Vesborg tidligere lå, og er opkaldt efter borgen.
Tårnet er 19 m højt, men da det står på en bakketop er lyset i tårnet 36 moh. På klare dage er det muligt at se Sjælland, nordspidsen af Fyn, Æbelø, Endelave og et langt stykke af Jyllands østkyst fra toppen af fyret.
Ved fyret findes et krudtmagasin, hvor der er en lille udstilling om middelalderens fem borge på Samsø. Fyrtårnet hører under Brattingsborg, og er øens eneste fyrtårn.
- Fyret set fra stranden nedenfor klinten
- Fyret som skildret af maleren Johan Neumann (1860-1940)